# مارليس سور كانتشي
مارليس سور كانتشي (بالفرنسية: Marles-sur-Canche)‏ هي بلدية تقع في إقليم باد كاليه من منطقة نور با دو كاليه في شمال فرنسا. تبلغ مساحة هذه المدينة 5.1 (كم²)، وترتفع عن سطح البحر 46 م، يبلغ عدد سكانها 301 نسمة حسب إحصاء المعهد الوطني للإحصاء والدراسات الاقتصادية سنة 2009 م. وترأس Norbert Trupin البلدية خلال فترة (2008-2014).